# Caraïbéditions
Caraïbéditions est une maison d'édition française fondée en 2007, spécialisée dans les outremers. Elle diffuse au début des ouvrages de bande dessinée (Astérix, Les Aventures de Tintin) traduits en créole,, puis des œuvres inédites d'auteurs domiens. Elle joue aussi un rôle dans la republication de livres oubliés.

## Histoire
Caraïbéditions est fondée en 2007 par Florent Charbonnier,.
Parmi les collections, on peut noter « Iles en poche »,, qui permet de diffuser en format poche des textes d'auteurs domiens comme Roland Brival, Ananda Devi, Gisèle Pineau, Raphaël Confiant, Ernest Pépin et Jean-François Samlong . Y figure par exemple L'Aimé de l'écrivain réunionnais Axel Gauvin, finaliste du prix Goncourt en 1990, introuvable pendant vingt ans dans l'hexagone, jusqu'à sa réédition par Caraïbéditions.
La traduction de livres célèbres, comme L'étranger de Camus (Moun-Andéwo A), Le Petit Prince d'Antoine de Saint-Exupéry, Le Petit Nicolas de Sempé et Goscinny (Ti Nikola), ainsi que La place d'Annie Ernaux (Plas-La), traduit par Hector Poullet, a contribué au développement de la maison d'édition,,.
Certaines des publications de Caraïbéditions font partie de la sélection officielle 2022 de la Bibliothèque nationale de France d'ouvrages pour la jeunesse.
En 2022, Caraïbéditions ajoute à son catalogue une collection théâtre nommée "Didascal'îles",. Parmi les premières pièces qui la composent, deux d'entre elles ont été jouées l'été 2022 au festival d'Avignon : Moi, Khadafi de Véronique Kanor et Stéphanie Saint-Clair, reine de Harlem, d'Isabelle Kancel.
En 2023, Florent Charbonnier annonce le début d'une nouvelle collection dédiée à la poésie intitulée Poés'îles. Celle-ci démarre avec deux tomes d'Hector Poullet : Lanmè-la et Zobèl-Solèy,.